# Hechos tocantes al difunto Arthur Jermyn y su familia
Hechos tocantes al difunto Arthur Jermyn y su familia (Facts Concerning the Late Arthur Jermyn and His Family en inglés) es un relato de terror de 1920 del escritor norteamericano H. P. Lovecraft.

## Elaboración y publicación
Escrito en 1920, fue publicado por primera vez en marzo y junio de 1921 en The Wolverine. En 1924 apareció en Weird Tales con el título The White Ape, aunque posteriormente fue publicado simplemente como Arthur Jermyn.

## Argumento
Sir Arthur Jermyn, tras empaparse en gasolina, corre a un páramo cercano a Jermyn House y se prende fuego. Arthur era tataranieto de:
- Sir Wade Jermyn,

Un explorador del Congo cuya obsesión por una supuesta civilización prehistórica de individuos blancos acabó por llevarlo al manicomio en 1765. Se había casado, según él, con la hija de un traficante portugués, si bien el tiempo que ésta residió en Jermyn House lo hizo recluida, sin ser vista por nadie, muriendo finalmente en África, pues siempre acompañaba a su marido en sus expediciones. Con ella tuvo un hijo, llamado:
- Philip Jermyn,

Un ser estúpido y violento. Casado con la hija de su guardabosque, tras tener un hijo con ella, se enroló como marinero en un mercante de la ruta africana, desapareciendo definitivamente una noche frente a las costas del Congo. Su hijo fue:
- Robert Jermyn

Se convierte en un reputado antropólogo, pese a ser algo deforme. Casado con la hija del séptimo vizconde de Brightholme, tiene tres hijos, dos de ellos con acentuadas deformidades físicas y mentales. Obsesionado con las investigaciones congoleñas de Sir Wade, recibe la visita el 19 de octubre de 1852 del explorador Samuel Seaton, que le habla de una ciudad de monos blancos regida por un dios blanco. Algo de lo que relata Samuel a Robert en privado hace que enloquezca y estrangule al explorador, mate a sus tres hijos y tras un frustrado suicidio acabe muriendo dos años después en la cárcel.
- Nevil Jermyn,

El hijo más normal del parricida, había sido, sin embargo, un ser repulsivo que se había escapado en 1849 con una bailarina, regresando un año después a la casa paterna con un hijo, que gracias a su padre, había escapado de la matanza de Robert. Este hijo, llamado:
- Alfred Jermyn,

Pasados los años, abandona mujer e hijos y se une a un cabaret ambulante, siendo atacado y muerto por un gorila del espectáculo.
- Arthur Jermyn

Era hijo de Alfred y de una cantante del cabaret, la cual se trasladó con su hijo a Jermyn House. Arthur era un ser con apariencia simiesca, pero culto y talentoso. En 1911, tras morir su madre, marchó al Congo para proseguir las investigaciones sobre las criaturas blancas. Por un anciano de la tribu de los kaliris, conoce que éstas han sido exterminadas por los belicosos n’bangus y la ciudad que habitaban destruida para robarles la diosa momificada que adoraban.
Según la leyenda, la princesa mono se había casado con un dios blanco llegado del oeste, con quien había tenido un hijo. Los tres se marcharon, regresando luego sólo el dios y la princesa. Muerta ésta, el dios la había momificado y encerrado en una mansión de piedra; luego había vuelto a irse. La momia se convirtió en un signo de supremacía, por lo que todas las tribus rivales deseaban poseerla.
Finalmente, en 1912, Arthur encuentra la ciudad: apenas unas ruinas. Antes de su regreso a Jermyn House, un tratante belga le dice que cree haber localizado a la diosa embalsamada. Con la esperanza de que éste se la envíe cuando la consiga, marcha a Inglaterra.
El 3 de agosto de 1913 recibe al fin una caja con la diosa embalsamada en su interior. Dentro encuentra lo que le conducirá a su llameante suicidio: la diosa momificada,

nauseabunda, marchita y carcomida, pero aún claramente un mono blanco, embalsamado y de alguna especie desconocida, menos peluda e infinitamente más cercana a los humanos que cualquier variedad descrita…, de hecho, bastante escalofriante

porta en su cuello un guardapelo dorado cuyas armas son las de los Jermyn; además, guarda un estremecedor parecido con el propio Arthur, que comprende horrorizado que aquella simia blanca momificada había sido la esposa de sir Wade y, por lo tanto, su… tatarabuela.